# Mercedes (ime)
Mercedes je žensko osebno ime.

## Izvor imena
Ime Mercedes izhaja iz španskega imena Maria de las Mercedes.

## Pogostost imena
Po podatkih Statističnega urada Republike Slovenije je bilo na dan 31. decembra 2007 v Sloveniji število ženskih oseb z imenom Mercedes: 18.